# 臺灣LGBT人物列表
本條目列出已以各種形式出櫃的臺灣LGBT公眾人物，並依領域及出生年份排序。

## 政治界
- 許家蓓（1977－2024）：前台北市議員[1]
- 唐鳳（1981－）：前中華民國數位發展部部長、程式設計師。[2]
- 林穎孟（1983－）：前臺北市議員。[3]
- 吳沛憶（1987－）：立法委員、前台北市議員[1]
- 苗博雅（1987－）：臺北市議員。[3]
- 唐聖捷（1989－）：前新北市議員、游泳運動員。[4]
- 黃捷（1993－）：立法委員、前高雄市議員。[5]

## 社會運動界
- 祁家威（1958－）：同志權利運動參與者。[6]
- 許秀雯（1972－）：社會運動參與者。[7]
- 王鐘銘（1978－）：社會運動參與者。[8]
- 四叉貓（1980－）：前批踢踢八卦板板主。[9]
- 梁益誌（1982－）：同志權利運動參與者。[10]
- 徐志雲（1982－）：醫師、同志權利運動參與者。[11]
- 呂欣潔（1983－）：性別運動參與者。[12]
- 宋佳倫（1983－）：性別運動參與者。[13]
- 易俊宏（1984－）：社會運動參與者。[14]
- 楊智達（1991－）：社會運動參與者。[15]
- 林冠華（1995－2015）：反高中課綱微調運動參與者。[16]

## 文學界
- 馮馮（1935－2007）：作家。[17]
- 白先勇（1937－）：作家。[18]
- 楊惠南（1943－）：作家、學者。[19]
- 施蘭芳（1944－2010）：書店老闆、教授。[20]
- 蔣勳（1947－）：作家。[21]
- 李幼鸚鵡鵪鶉（1951－）：影評、演員。[22]
- 陳克華（1961－）：作家、醫師。[23]
- 許佑生（1961－）：作家、編輯。[24]
- 蔡康永（1962－）：作家、電視節目主持人、導演。[25]
- 郭強生（1964－）：作家、學者。[26]
- 田定豐（1968－）：作家、種子音樂創辦人。
- 邱妙津（1969－1995）：作家。[27]
- 王盛弘（1970－）：作家。[28]
- 陳雪（1970－）：作家。[29]
- AD Lin（1970－）：作家。[30]
- 紀大偉（1972－）：作家、學者。[31]
- 陳思宏（1976－）：作家、翻譯、演員。[32]
- 謝鑫佑（1977－）：作家、廣播節目主持人。[33]
- 賴正哲（1966－）：書店老闆、作家。[34]
- 葉青（1979－2011）：作家。[35]
- 馬翊航（1982－）：作家。[36]
- 陳栢青（1983－）：作家。[37]
- 簡莉穎（1984－）：劇作家。[38]
- 李屏瑤（1984－）：劇作家。[39]
- 羅毓嘉（1985－）：作家。[40]
- 謝海盟（1986－）：作家、編劇。[41]
- 謝凱特（1986－）：作家。[42]
- 劉致昕（1987－）：記者、作家、Podcaster。[43]
- 林佑軒（1987－）：作家、翻譯。[44]
- 盛浩偉（1988－）：作家、編輯。[45]
- 寺尾哲也（1988－）：作家、工程師。[46]
- 李琴峰（1989－）：作家。[47]
- 陳柏煜（1993－）：作家。[36]

## 藝術界
- 席德進（1923－1981）：畫家。[48][49]
- 林懷民（1947－）：舞者。[50][51]
- 畢安生（1948－2016）：畫家、大學教授、演員。[52]
- 田啟元（1964－1996）：小劇場導演、編劇。[53]

## 設計界
- 洪麗芬（1956－）：服裝設計師。[54]
- 李冠毅（1970－）：時尚設計師。[55]
- 聶永真（1977－）：平面設計師。[56]
- 吳季剛（1982－）：服裝設計師。[57]
- 呂芳智：服裝設計師

## 體育界
- 陳純甄（1975－）：花式撞球選手。[58]
- 翁子婷（1978－）：網球運動員。[59]
- 張恩昀（2001－2021）：田徑運動員。[60]

## 演藝&YouTube界
- 洪偉明（1951－）：經紀人、凱渥創辦人。[61]
- 王小棣（1953－）：導演、編劇。[62]
- 金燕玲（1954－）：演員。[63]
- 蔡明亮（1957－）：電影導演、演員、藝術家。[64]
- 易智言（1959－）：電影導演。[65]
- 利菁（1962－）：電視節目主持人、歌手。[66]
- 陳鴻（1966－）：電視節目主持人。[67]
- 吳心午（1966－）：音樂劇導演、作曲家。[68]
- 陳俊志（1967－2018）：電影導演。[69]
- 陳鎮川（1968－）：經紀人、音樂製作人、作詞人。[70]
- 黃士偉（1968－）：相聲表演者、演員。[71]
- 潘美辰（1969－）：歌手。[72]
- 周美玲（1969－）：電影導演。[73]
- 唐飛（1969－2017）：歌手。[74]
- 柳廣輝（1970－）：電影導演。[75]
- 江俊翰（1971－）：演員、歌手、主持人。[76]
- 謝志文（1971－）：導演、編劇。[77]
- 陳建騏（1973－）：音樂製作人。[78]
- 小樹（1974－）：廣播節目主持人、樂評、作家。[79]
- 大炳（1975－2012）：演員、主持人、諧星。[80]
- 余靜萍（1975－）：電影攝影師。[81]
- 劉芸后（1976－）：攝影、導演。[82]
- 何語蓉（1977－）：廣播節目主持人、社會運動參與者。[83]
- 賈培德（1977－）：配音員、主持人。[84]
- 江明娟（1977－）：歌手。[85]
- 小炳（1978－）：電視節目主持人。[86]
- No Name（1978－）：歌手。[87]
- 和家穎（1979－）：演員、彩妝師。[88]
- 柯雅馨（1980－）：演員。[89]
- 周東彥（1981－）：導演。[90]
- 吳沁婕（1981－）：電視節目主持人、作家、昆蟲教育家。[91]
- 酸酸（1981－）：脫口秀主持人、單口喜劇演員、Youtuber。[92]
- 阿本（1982－）：主持人、演員、歌手。[93]
- 歐陽靖（1982－）：演員、模特兒。[94]
- 安娜（1982－）：歌手。[95]
- 夏立民（1984－）：主持人。[96]
- 張永政（1985－）：演員、電視節目主持人。[97]
- HUSH（1985－）：歌手。[98]
- 林宗彥（1985－）：兒童節目主持人。[99]
- 李德筠（1985－）：歌手。[100]
- 陳潁宜（1985－）：歌手。[101]
- 沈宗霖（1985－）：模特兒、演員、電視節目主持人。[102]
- 炎亞綸（1985－）：歌手、演員、電視節目主持人。[103]
- 劉薰愛（1986－）：模特兒、演員、電視節目主持人。[104]
- 冏冏子（1986－）：YouTuber。[105]
- 曹雅雯（1986－），歌手。[106]

- 鄭宜農（1987－）：歌手、演員。[107]
- 陽光（1987－）：歌手、演員、電視節目主持人。[108]
- 黎開（1987－）：歌手、演員。[109]
- 黃姵嘉（1988－）：演員。[110]
- 余佩真（1988－）：歌手、演員。[111]
- 嘻小瓜（1989－）：舞者、歌手、主持人、諧星。[112]
- 小A辣（1989－）：YouTuber。[113]
- 夫夫之道-阿凱（1989－）：YouTuber。[114]
- 佑仁（1989－）：演員、主持人、歌手、YouTuber。[115]
- 林吟蔚（1990－）：歌手。[116]
- 林辰唏（1990－）：演員。[117]
- 布萊克薛薛（1990－）：YouTuber。[118]
- 賴晏駒 (小賴)（1991－）：舞者、主持人、歌手、諧星。[119]
- 林進（1991－）：YouTuber、演員。[120]
- 阿啾（1992－）：圖文作家、YouTuber。[121]
- 夫夫之道-里歐（1992－）：YouTuber。[114]
- 愛里（1992－）：YouTuber。[122]
- FJ234-JOSH：舞者、YouTuber、歌手。[123]
- 阿卡貝拉-卡洛林（1993－）：YouTuber、模特兒、服裝設計師。[124]
- 任祐成（1993－）：演員、電視節目主持人。[125]
- 陳芳語（1994－）：歌手。[126]
- 鄭靚歆（1995－）：演員。[127]
- 雞丁（1995－）：歌手、醫師。[128]
- NIO（1996－）：歌手。[129]
- 黃氏兄弟-黃挺瑋（1996－）：歌手、YouTuber。[130]
- 阿卡貝拉-貝拉（1996－）：YouTuber。[131]
- 艾摩爾（1997－）：演員、藝術家、作家。[132]
- 鍾明軒（1999－）：YouTuber、網紅。[133]
- 耀樂（2001－）：TikToker。[134]
- 令晴（1993－）：歌手、演員。[來源請求]

## 其他
- 謝尖順（1918－？）：軍人。[135]
- 曾愷芯（1964－）：高中生物教師。[136]